# Victor Cousin
Victor Cousin (Párizs, 1792. november 2. – Cannes, 1867. január 14.) francia filozófus, közoktatásügyi miniszter.

## Élete
Apja szegény kézműves volt. Mint az École normale supérieure kitűnő tanulóját tanárai, Pierre-Paul Royer-Collard és Maine de Biran a filozófiába vezették be. 1814-ben ennek az iskolának tanítója, a következő évben Royer-Collard helyettesítője lett a Sorbonne-on, ahol a skót filozófia szellemében adott elő. 1817-ben Németországba ment, majd Hegellel, 1818-ban Schellinggel is megismerkedett.
Franciaországba a német filozófiát vitte be. Szabadelvű szelleme miatt a kormány 1821-ben eltiltotta sorbonne-i előadásaitól és amikor 1822-ben az école normale-t is feloszlatták, Cousin állás nélkül maradt. Ekkor nevelőnek ment, majd 1824-ben második németországi útjára indult. Drezdában a porosz kormány kívánságára – amely őt carbonrinaknak tartotta – elfogták és Berlinbe vitték. Visszatérve Párizsba, az új kormány visszahelyezte tanszékére. Ekkor szerzett magának ékesszóló és előkelő előadásaival rendkívüli hírt, népszerűséget és befolyást. 1830-ban az akadémia tagja, majd államtanácsos, a közoktatás főfelügyelője, az école normale igazgatója és 1832-ben Franciaország kinevezett pairje.
1831-ben a kormány megbízásából beutazta Németországot, hogy ennek tanügyéről hivatalos jelentést tegyen; a feladatnak egy egykötetes munkával felelt meg: De l'instruction publique dans quelques pays de l'Allemagne et particulièrement en Prusse (3 kiad. Párizs, 1840). Magyarra fordította Bártfay Kálmán (Pest, 1844). Hasonló célból járta be később Hollandiát és írta meg: De l'instr. Publique en Hollande című munkáját (uo. 1837). Adolphe Thiers kormányában 1840. március 1-jén átvette a közoktatásügyi tárcát, de már októberben lemondott és ezután csak tudományának és az írói pályának élt.

## Művei
Művei között említést érdemelnek Proklos (5 k. 1820–25) és Abelard (2 kiad. 1849-59) munkáinak kiadásai. Pluto (8. kiad. 1825-40), Descartes (6 k. 1824–26) és Termemann német filozófiatörténetének (2. K. 1831) fordítása, részben kiadása; továbbá Fragments philosophiques (1826), Nouveaux Fragments (1829) Étude sur Pascal (6. Kiad. 1877), Cours de philosophie (1836). Két főműve: Le Vrai, le Beau et le Bien (1817, 23. Kiad. 1881) és Cours de l'histoire de la philosophie moderne (8 k. 1841, 7. kiad 1866). Összes műveit kiadta 22 kötetben (1846–47), ebből tisztán filozófiára tartozik 12 kötet.

## Munkássága
Rendszerét ő maga eklekticizmusnak mondja; feladatának tekinti, közvetíteni a skót irány közt, mely metafizikát nem ismer és a német irány közt, mely a priori metafizikát hirdeti. Öregkorában különösen a 17. század társadalmával és előkelő női alakjaival foglalkozott; ekkor írta: Me de Longueville (1853), Me Sable (1854), Me d. Chevreux (1856), La société française au XVII. siècle (2 k. 1858) stb.

## Magyarul
- Cousin Victor jelentése a közoktatás állapotjáról Németország némelly tartományaiban, különösen pedig Poroszhonban; ford. Bártfay Kálmán; Trattner-Károlyi Ny., Pest, 1844